# Museo diocesano di Pavia
Il Museo diocesano di Pavia nasce per iniziativa della Diocesi di Pavia con lo scopo di tutelare, valorizzare e fare conoscere i tesori artistici della diocesi nell'ambito del contesto spirituale che li ha ispirati. il museo viene inaugurato il 21 gennaio 2023.

## Sede
Il museo diocesano di Pavia rappresenta un luogo suggestivo dalla duplice anima, perché si rivolge da un lato ai fedeli ai quali offre testimonianze della nascita di una comunità religiosa a partire dalle sue radici, dall’altro ai visitatori interessati agli elementi storico-artistici e architettonici in esso presenti. Il museo è inserito all’interno dei resti della cripta di Santa Maria del Popolo, una delle due antiche cattedrali romaniche distrutte alla fine del XV secolo per far posto all’attuale cattedrale.
L’attuale Duomo sorge infatti sul sito delle due preesistenti cattedrali “gemelle”, unite e comunicanti, di Santo Stefano (estiva) e di Santa Maria del Popolo (invernale). Le due chiese originarie furono fondate tra il VI e il VII secolo e poi riedificate, in forme romaniche, tra l’XI e il XII secolo. Santo Stefano presentava una facciata simile a quella della basilica di San Pietro in Ciel d’Oro, ma con tre portali, mentre Santa Maria del Popolo aveva un unico portale e la sua facciata era arricchita da linee di mattoni invetriati bianchi, verdi e blu (in parte ora conservati nei Musei Civici), tra i più antichi esempi italiani (ed europei) di maiolicatura.
Santo Stefano si componeva di cinque navate con volte a crociera, diversamente da Santa Maria del Popolo che ne aveva solo tre. Le due cattedrali furono progressivamente sconsacrate e demolite con l’avanzare del cantiere del Duomo, tanto che delle due chiese sopravvivono ora solo un tratto della muratura laterale di Santo Stefano lungo via Omodeo e parte della cripta di Santa Maria del Popolo, che, restaurata nel 2004, ospita ora il museo diocesano.

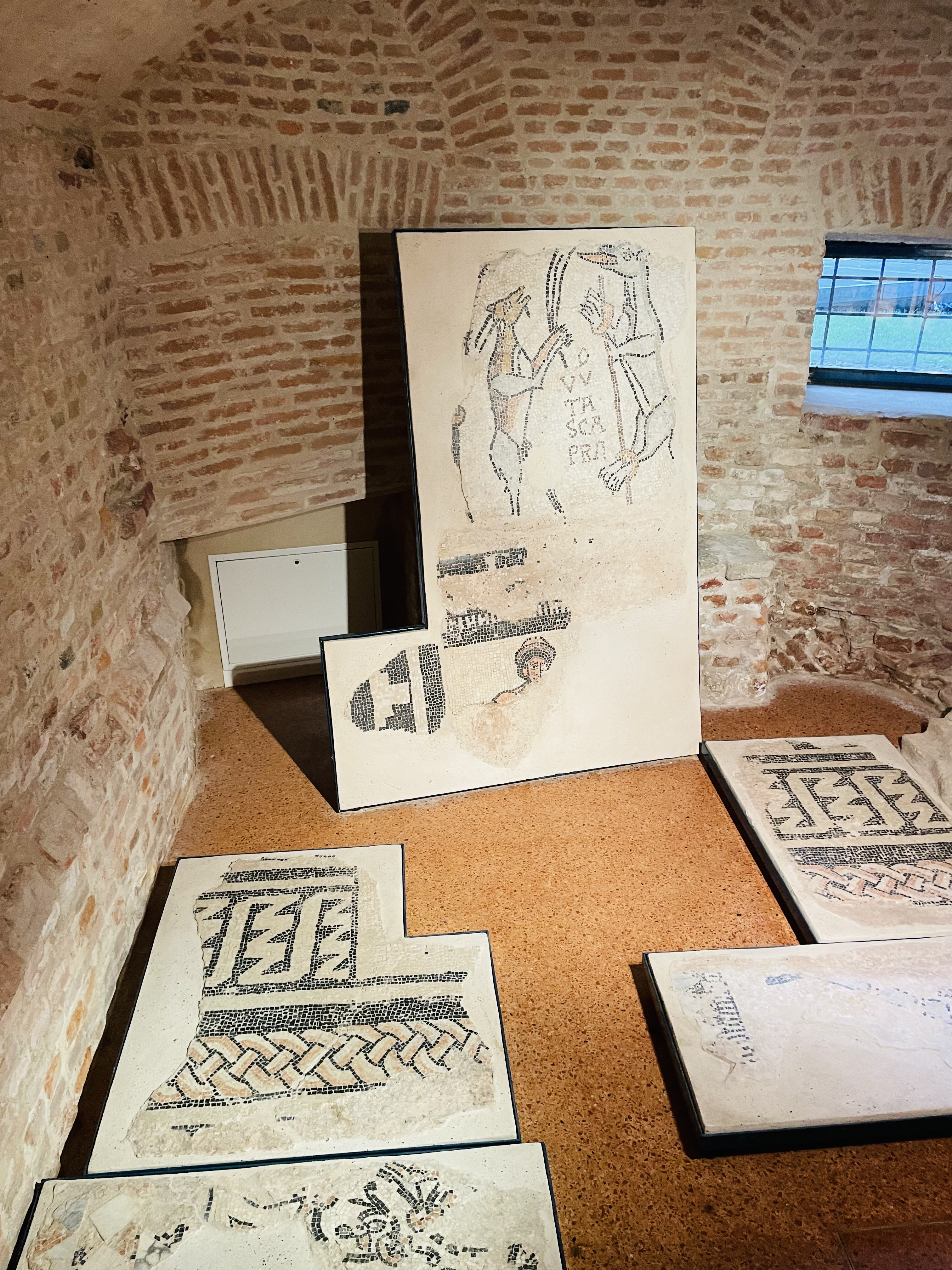
Frammenti dei mosaici pavimentali delle due cattedrali romaniche (XI-XII secolo).
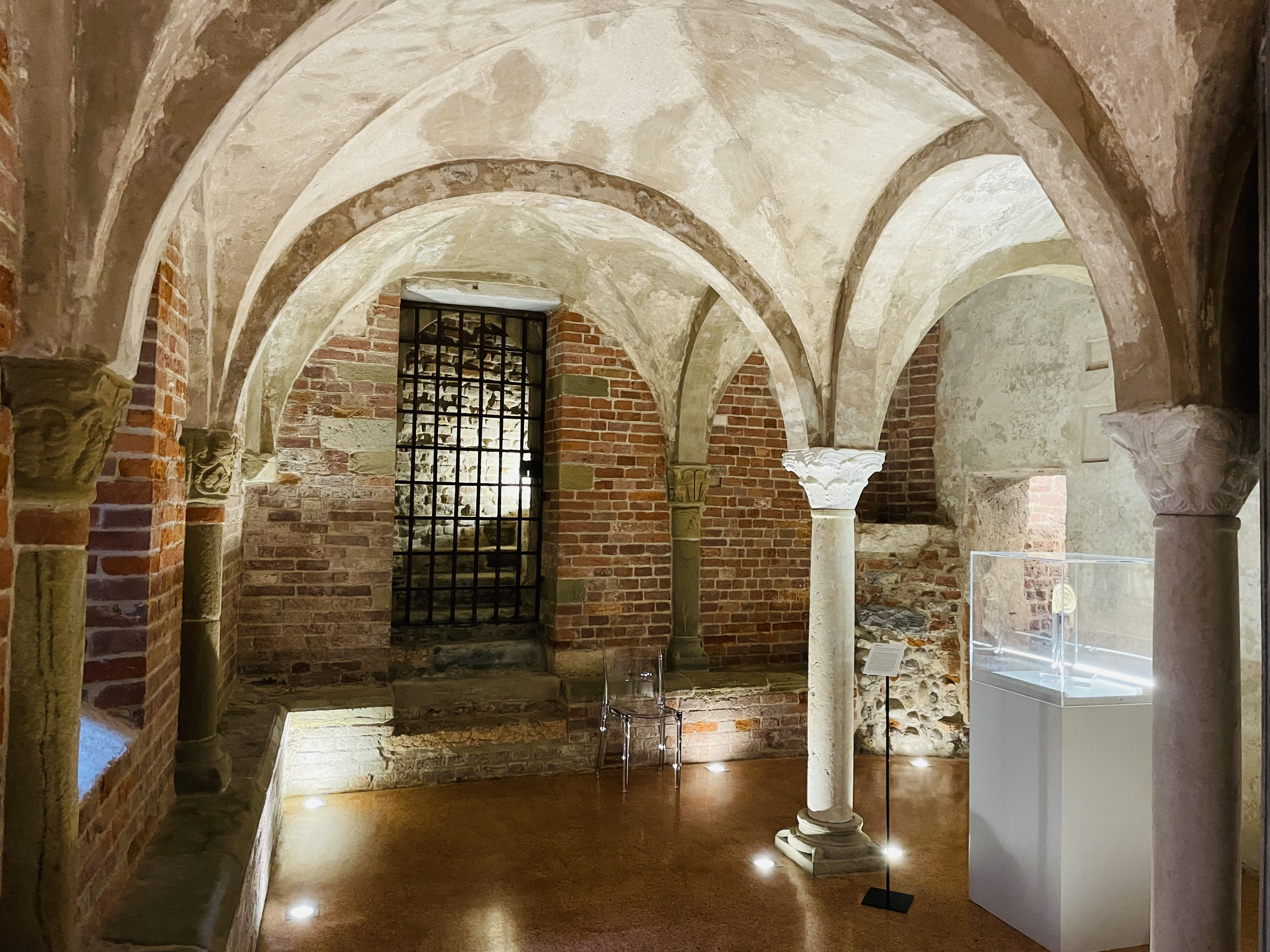
Cripta di Santa Maria del Popolo (prima metà dell'XI secolo).
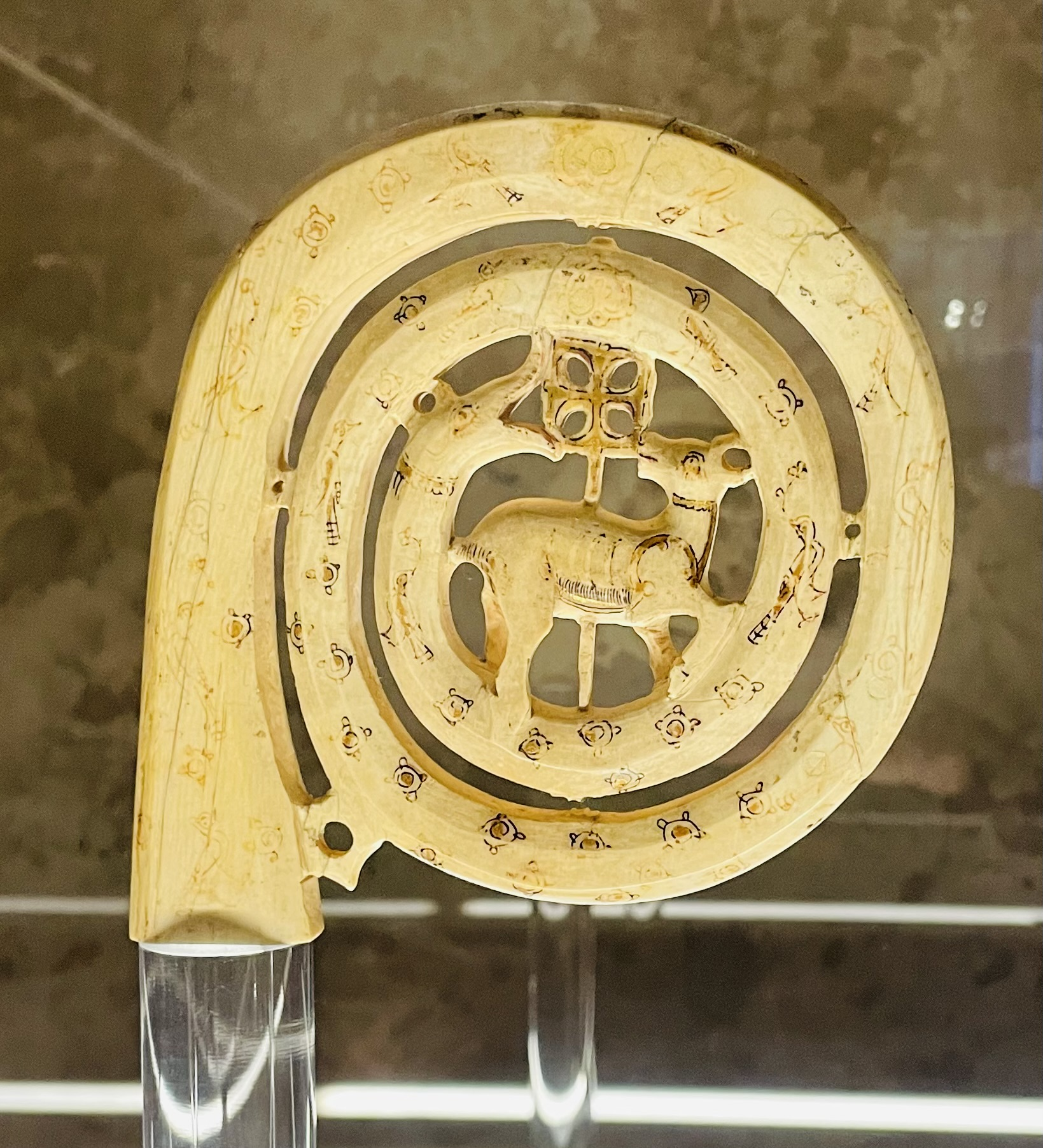
Maestro siculo-arabo, riccio pastorale, avorio (XII secolo).

## Descrizione
All’entrata del museo si trova un sarcofago in granito con coperchio a doppio spiovente di età tardo-romana. Il percorso museale prosegue all’interno degli ambienti ipogei che costituivano la primitiva cripta illuminati anche da due aperture tonde aperte nella pavimentazione del Duomo, due oculi che consentono di contemplare la luminosità della grande cupola rinascimentale.
Alcune nicchie aggiunte nel XV secolo alle pareti della cripta ospitano porzioni dei mosaici pavimentali (XI-XII secolo) della doppia cattedrale medievale rinvenuti durante i restauri. Preziosi sono gli oggetti esposti nel percorso  del museo, tra essi un riccio pastorale in avorio elefantino intagliato, dipinto e dorato realizzato da una bottega siciliana per mano di artigiani arabi e risalente alla fine del XII secolo. Esso raffigura la spira dell’antico serpente sconfitto dall’Agnello, Cristo, per mezzo della Croce. L’opera, appartenuta nel medioevo al vescovo di Pavia Pietro Grassi, appartiene a una serie di manufatti in avorio diffusi in tutta Europa ed eseguiti in Sicilia nel XII secolo da artisti arabi che lavoravano nell’entourage delle corte di Ruggero II e dei suoi successori.  Sono poi esposte alcune sculture a tema religioso, tra le quali una Madonna con Bambino in terracotta dipinta, proveniente dalla chiesa dei Santi Primo e Feliciano e opera di un anonimo maestro lombardo attivo tra la fine del XVI e gli inizi del XVII secolo, argenterie, tra le quali alcune appartenute al vescovo Fabrizio Landriani (1617-1642) e un grosso corale in pergamena miniato risalente agli ultimi decenni del XV secolo. Il riccio pastorale è stato scelto come simbolo del museo.
Nella sala centrale del museo è collocata la grande tavola, che in  origine era la cimasa di un polittico ora disperso, di Lorenzo Fasolo raffigurante la Madonna della Misericordia che accoglie sotto il suo mantello i membri della confraternita dei Disciplini Bianchi, opera eseguita a cavallo tra il primo e il secondo decennio del XVI secolo e proveniente dalla chiesa dei Santi Giacomo e Filippo. I disciplini, o disciplinanti o flagellanti erano una confraternita che si caratterizzava per la partecipazione alle processioni dei confratelli che vestiti di un saio bianco si percuotevano le spalle con uno strumento di penitenza la ‘disciplina’, un gruppo di strisce metalliche, unite da una catenella.

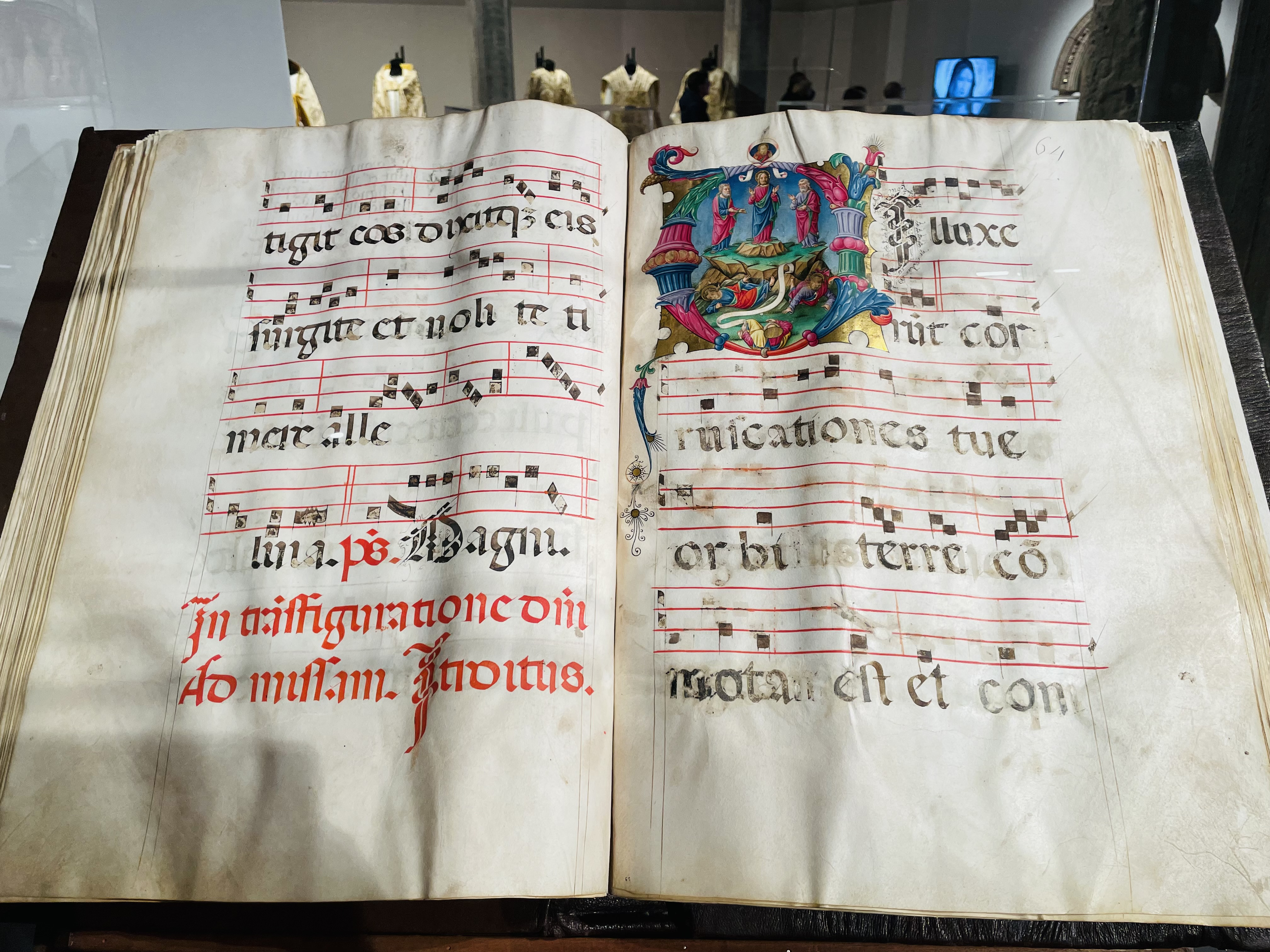
Anonimo lombardo, corale (ultimi due decenni del XV secolo).
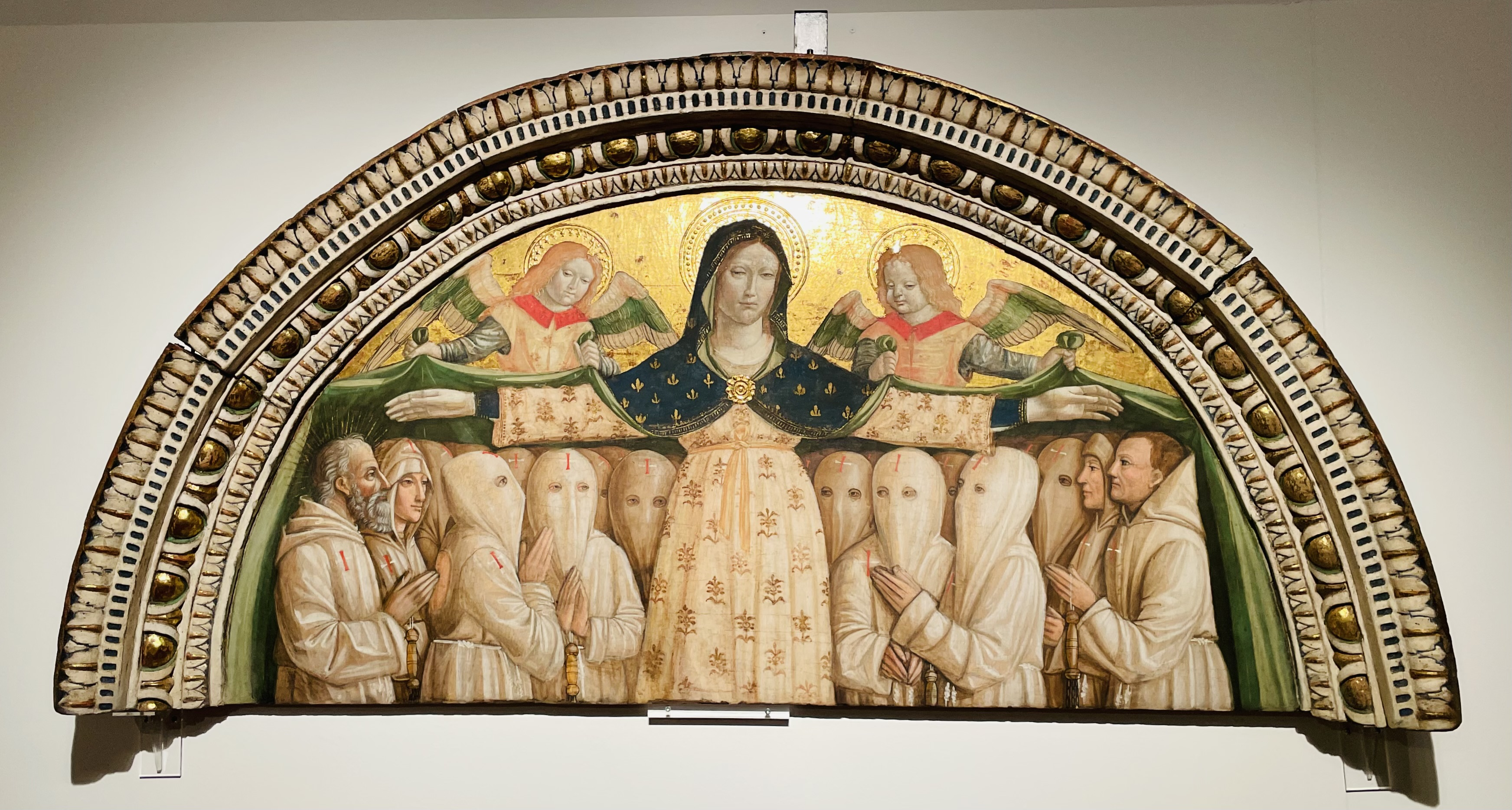
Lorenzo Fasolo, Madonna della Misericordia.
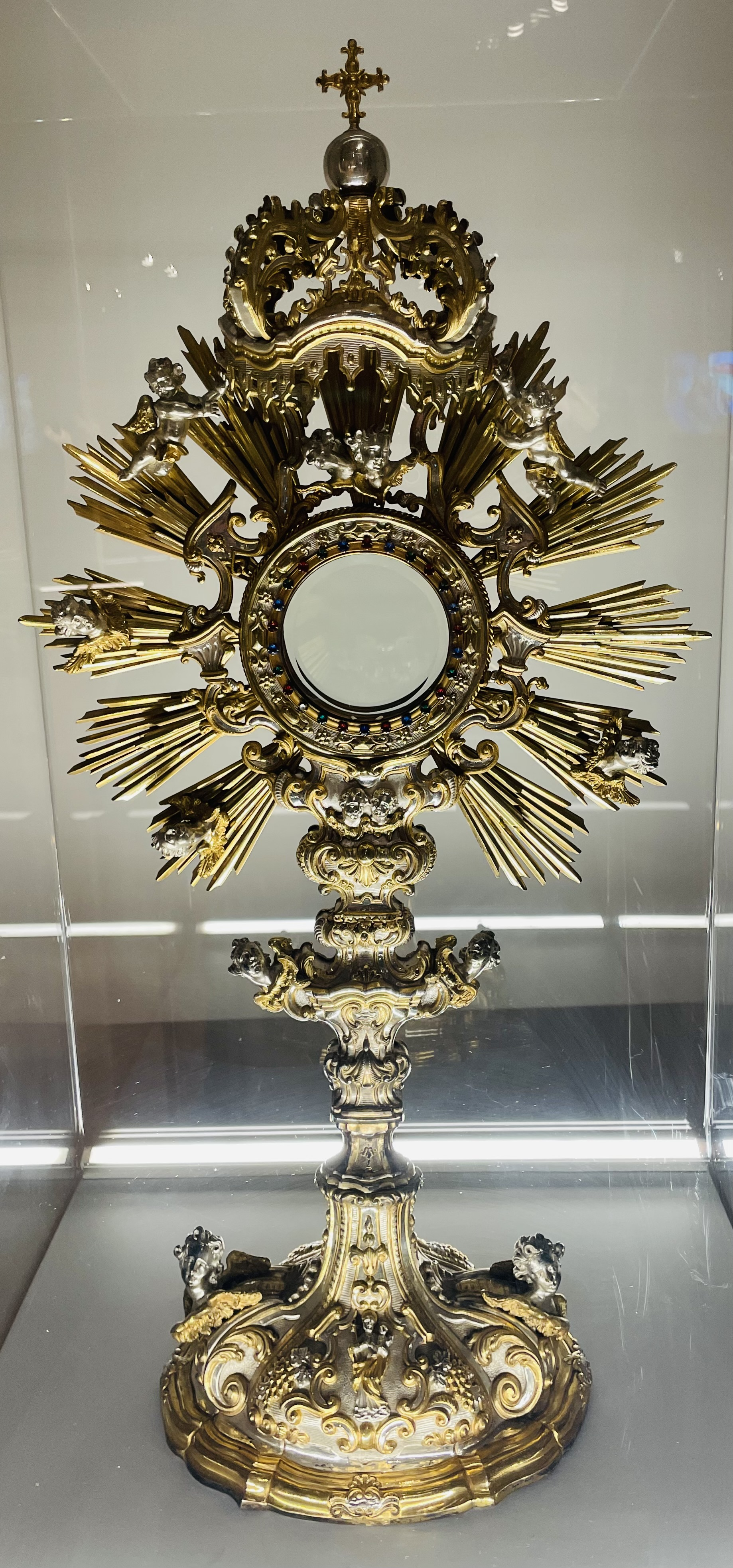
Ostensorio, ambito lombardo (XVIII secolo).